# Clossiana kleenei
Clossiana kleenei är en fjärilsart som beskrevs av Watson 1921. Clossiana kleenei ingår i släktet Clossiana och familjen praktfjärilar. Inga underarter finns listade i Catalogue of Life.